# Romeán (Lugo)
Romeán (llamada oficialmente San Pedro de Romeán) es una parroquia española del municipio de Lugo, en la provincia de Lugo, Galicia.

## Organización territorial
La parroquia está formada por cuatro entidades de población:
- Gude
- Outeiro
- Saboleiro
- Tellado (O Tellado)

## Demografía
| Gráfica de evolución demográfica de Romeán entre 2000 y 2020 |
|                                                              |
| Datos según el nomenclátor publicado por el INE.             |